# UR-100N
SS-19 스틸레토 또는 UR-100N은 소련의 대륙간 탄도 미사일이다. 현재, 러시아는 UR-100N 136기를 배치하고 있고, 우크라이나는 UR-100N 12기를 배치하고 있다. 그러나 우크라이나는 비축중이며 최근 2014년 크림위기로 우크라이나 정부는 비축량을 재사용하기로 결정한다.

## 역사
UR-100N은 지하의 미사일 사일로에서 발사된다. 4세대 사일로 발사 액체연료 ICBM이다. 발사준비시간은 25분이다. 6발의 550kt MIRV 핵탄두를 장착했으며, 제품수명은 22년이다. 나로호를 개발한 흐루니체프에서 1970년 개발을 시작하여 1973년 최초시험발사를 하여 1983년 배치가 시작되었다.
무게 105톤으로, 2012년 발사에 성공한 북한의 92톤 은하 3호와 가장 무게가 비슷한 러시아 로켓이다. 은하 3호는 3단이고 스틸레토는 2단이나 사용하는 연료도 독성의 저장용 연료를 사용하는 점이 비슷하다.
1983년 최대치인 360발이 지하 사일로에 실전배치되었다. 2013년 기준으로, 러시아 전략 로켓군은 SS-19 33발을 실전배치중이다. 2016년 20발.
푸틴 대통령은 2019년 아방가르드가 실전배치된다고 밝혔다.
2020년 1월 기준으로, 아방가르드 탄두를 탑재한 UR-100NUTTH ICBM 2발이 실전배치되었다.
보통 무게 105톤이라는데, 92톤이라는 출처도 있다.
소련의 구형 MIRV는 독립적인 비행이 불가능하고, 범위 폭격이었다. 그러나 SS-19의 MIRV 6발은 각각 다른 목표물을 지정해서 정확하게 별도로 유도된다.

## 버전
SS-19 Mod-1길이 24 m, 직경 2.5 m, 무게 105.6톤, 탄두중량 4.35톤, 500-750 kt MIRV 6발, 실전배치 1975년 12월 30일
SS-19 Mod-2길이 24 m, 직경 2.5 m, 무게 105.6톤, 탄두중량 4.35톤, 2.5-5 Mt 열핵탄두 1발, 실전배치 1975년 12월 30일
SS-19 Mod-3길이 24 m, 직경 2.5 m, 무게 105.6톤, 탄두중량 4.35톤, 500-750 kt MIRV 6발, 실전배치 1979년 11월 5일
SS-19 Mod-4길이 24 m, 직경 2.5 m, 무게 105.6톤, 탄두중량 4.35톤, 아방가르드 (미사일) 1발, 실전배치 2019년

## 크기
출처마다 길이가 약간씩 다르다.
- www.astronautix.com, 길이 24.0 m
- fas.org, SS-19 Mod-1 24.0 m, Mod-2 24.0 m, Mod-3 24.3 m
- globalsecurity.org, SS-19 Mod-1 24.0 m, Mod-2 24.0 m, Mod-3 24.3 m

## 신속발사
한국에서는 액체연료는 신속발사가 불가능하다면서, 고체연료만이 최고라고 언론에서도, 정부에서도, 한결같이 주장하고 있는데, 정확한 팩트는 아니다. 고체연료는 미사일을 만드는 공장에서, 조립하면서 동시에 젤 같은 연료를 주입하며, 따라서 대통령의 발사 명령이 내려지면, 그냥 버튼만 누르면 발사된다. 신속발사가 가능하다.
반면에, 액체연료는 2시간 정도 견고하고 부식이 안되는 액체연료 탱크로부터 고압펌프를 가동해 미사일에 연료를 주입해야 하며, 미사일은 무게 문제 등으로 얇고 가벼운 연료통이 액체연료에 부식이 되어 폭발하기 때문에, 연료주입 직후부터 몇시간 이내에 발사를 하던가, 다시 연료를 빼내야 한다.
- 소련 최초의 실전배치된 핵미사일인 SS-3 MRBM은 연료주입시간은 2시간 30분, 연료주입후 최대대기시간은 1시간이었다.
- 1962년 쿠바 미사일 위기로 유명한 SS-4 MRBM은 4가지 발사대기상태 중 가장 비상사태인 1단계일 경우, 미사일에 액체연료가 주입되어 있고, 수직으로 지상에 세워져 있는 상태에서, 1개월간 발사준비태세를 유지할 수 있다. 이미 연료는 주입되었지만, 실제 발사하는데 30분이 더 걸린다.

그러나, 이런 이야기는, 미사일 개발 초기의 저기술 단계에서의 팩트인데, 한국에서는 이게 마치 유일한 진실인 것처럼 보도되고 있다.
현재는 액체연료 기술이 발달해서, 액체연료 ICBM과 고체연료 ICBM의 발사준비시간이 동일하다. 즉, 대통령이 발사버튼을 누르면, 고체연료도 암호를 확인하고, 각종 발사장치를 스위치 켜고, 기타 여러 가지 절차가 있어서, 1초만에 바로 발사가 되는 게 아니다. 10분 정도 걸린다고 알려져 있다. 액체연료의 경우는, 지하 사일로에 저장된 경우, 미사일 바로 옆에 초고압 펌프를 설치해서, 매우 빠른 시간에 액체연료를 주입할 수 있게 되었다. 그 액체연료가 주입되는 시간 동안, 장교들은 대통령 발사명령의 암호를 확인하고, 각종 발사장치를 스위치 켜고, 목표물을 확인하고, 기타 여러 가지 발사전 점검을, 고체연료 때와 동일하게 하는데, 그 점검시간 동안에 초고압 펌프로 액체연료 주입이 가능해진 것이다.
다만, 이 초고압 펌프네 장기간 저장하는 액체연료 보관통 등이, 이동식 트럭용으로는 부적합하며, 고정된 지하 사일로 시설에만 적합하다. 즉, 트럭 이동식으로 몇분만에 신속발사를 하려면, 아직도 고체연료 ICBM만이 유일한 대안이다.
SS-19 ICBM은 발사준비시간이 25분으로, 러시아 대통령이 발사버튼을 누르면, 25분이 지난 뒤에야 발사가 된다고 한다. 그러나, SS-19 보다 훨씬 이전의 액체연료 미사일도, 발사준비시간이 보통은 30분 정도 걸리지만, 베테랑 발사요원은 10분만에 발사가 가능하다고 알려져 있다. 고체연료 ICBM도 각종 준비를 해야 하기 때문에, 10분 정도 걸린다고 알려져 있다.
- 1964년 실전배치된 SS-8 ICBM은 발사명령을 내리면 20분 내에 연료를 충전하고 발사할 수 있다. 나로호와 같은 액체수소/등유를 사용하는데, 베테랑은 10분 이내에 연료를 주입완료하고 발사할 수 있다.
- 1976년 실전배치된 SS-16 ICBM은 3단 고체연료인데, 발사준비시간(preparation time)이 40분이나 된다.
- 중국의 3단 고체연료 DF-31 ICBM의 발사준비시간은 10-15분이다. SS-8 ICBM 보다 오래 걸린다.
- 중국의 3단 고체연료 DF-41 ICBM의 발사준비시간은 3-5분이다.

## UR-100
UR-100과 닮았으나, 직경, 발사중량, 성능, 탄두중량이 훨씬 증가되었다. UR-100의 사일로와 호환이 되지 않기 때문에, 새로운 사일로를 건설했다.
UR-100을 상업용 우주 발사체로 개조한 것이 스트렐라 로켓이고, UR-100N을 상업용으로 개조한 것이 로콧이다.

## 북한
2020년 10월 10일, 북한이 SS-19와 거의 똑같이 생긴 화성 16호를 최초로 공개했다.

## 같이 보기
- RT-2PM2 토폴-M
- 로콧
- UR-100